# Oberkirch (Baden)
Oberkirch (Baden) este un oraș din landul Baden-Württemberg, Germania.

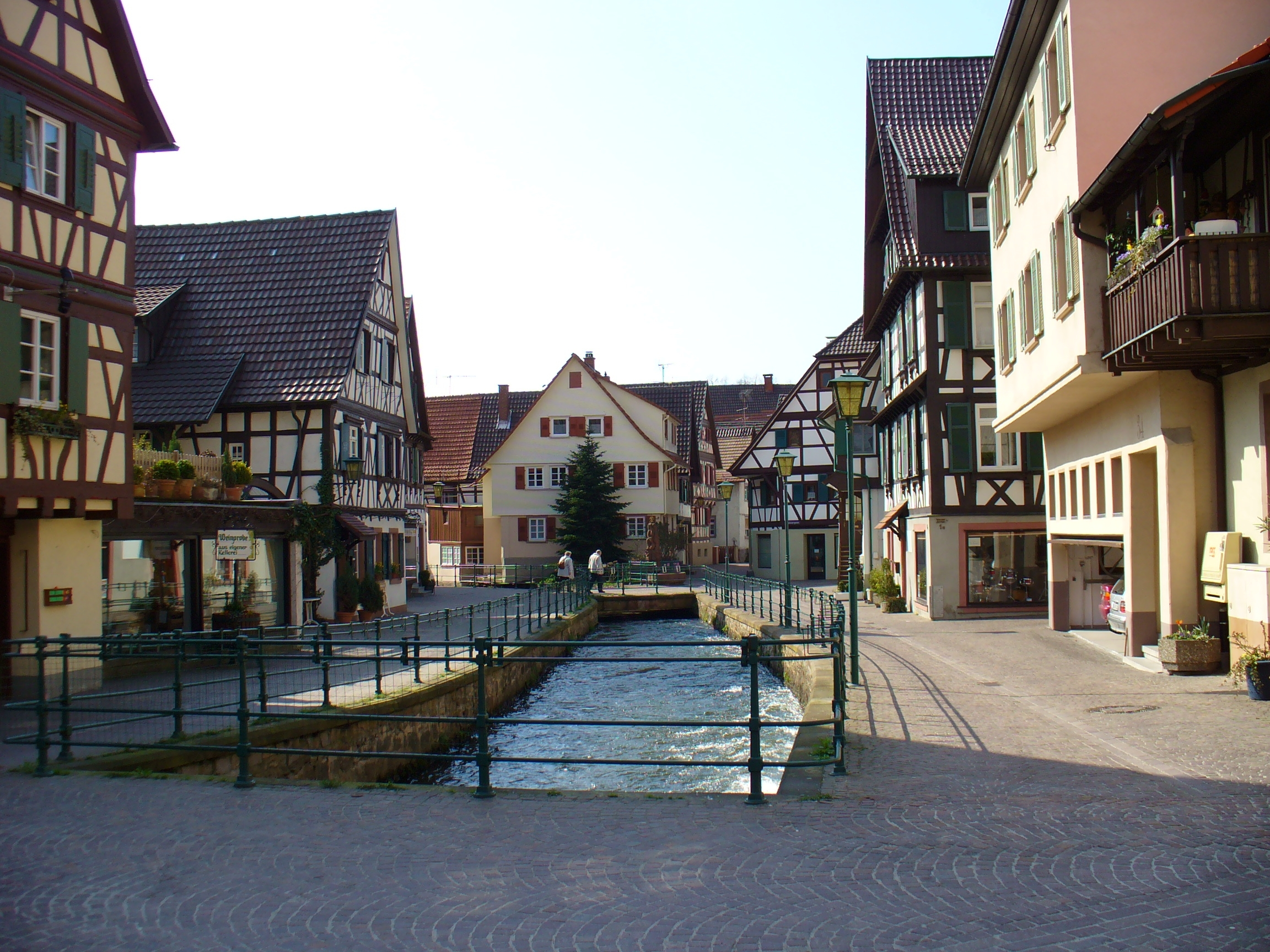
Pârâu din Oberkirch

1. ↑   http://www.statistik.baden-wuerttemberg.de/BevoelkGebiet/Bevoelkerung/01515020.tab?R=GS317089 Lipsește sau este vid: |title= (ajutor)